# Oratorio di San Giacinto
L'Oratorio di San Giacinto o Battistero è un luogo di culto cattolico che si trova a Pietrasanta, in provincia di Lucca, in via Garibaldi, a destra della collegiata di San Martino.

## Storia e descrizione
Edificato tra il 1604 e il 1615, l'edificio è comunemente indicato come Battistero perché vi si trovano due imponenti fonti battesimali, ma fino al XIX secolo è stato la sede della Compagnia del Santissimo Sacramento.

Dal 1777 al 1782 l'oratorio fu totalmente rinnovato. Con la soppressione delle confraternite del 1786, disposta dal Granduca Pietro Leopoldo, l'oratorio passò all'Opera del Duomo che vi trasferì i due fonti battesimali.
Il fonte più antico (1389) è a vasca esagonale con raffigurazioni allegoriche di sei Virtù ed è attribuito a Bonuccio Pardini.
L'altro fonte, a tabernacolo, fu affidato nel 1509 a Donato Benti e Nicola Civitali ma rimase incompiuto; la tazza con l'elegante fregio marino fu riutilizzata un secolo dopo da Fabrizio Pelliccia ed Orazio Bergamini che eseguirono il piede e la copertura a tempietto (1612) completata da piccole sculture in bronzo e il Redentore opera di Felice Palma (1615).
L'unica opera rimasta dell'assetto originario secentesco è la pala d'altare di Filippo Martelli che rappresenta un'Eucaristia e angeli adoranti (1636). Nel XVIII secolo il carrarese Giuseppe Maria Castepoggi scolpì un nuovo altare, la balaustra e le acquasantiere.
La volta e le pareti sono decorate con episodi della Vita di Cristo e di Maria del pittore cremonese Pietro Cavatorta, restaurate nel 1988. Si può osservare la scena centrale con la Gloria della Vergine, la parte rimanente dello sfondato architettonico, medaglioni affrescati con scene bibliche, frammenti del Trionfo del Santissimo Sacramento nel catino absidale e figure sulle pareti laterali e nella cantoria.

## Galleria d'immagini

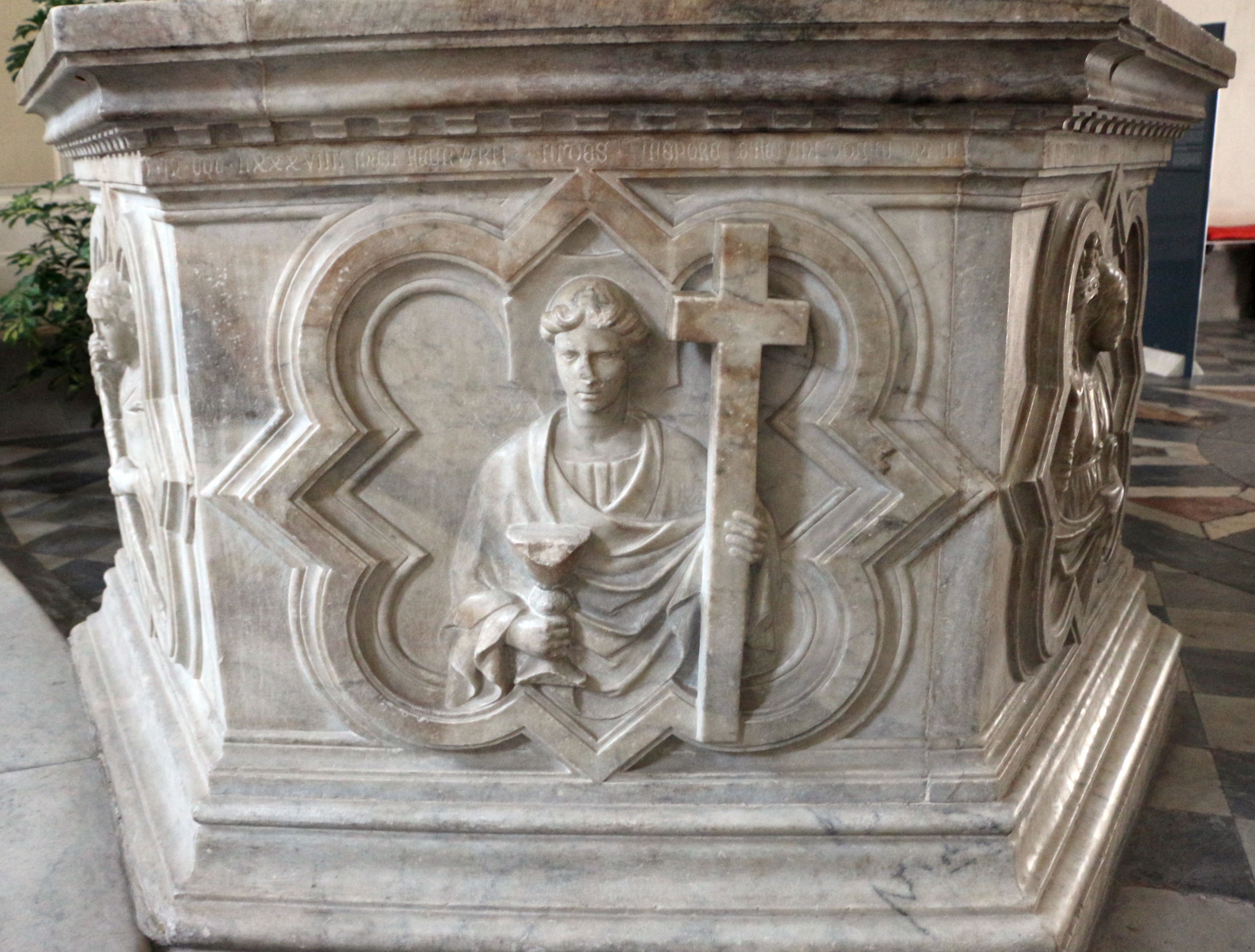
Fonte battesimale 1389 Fede
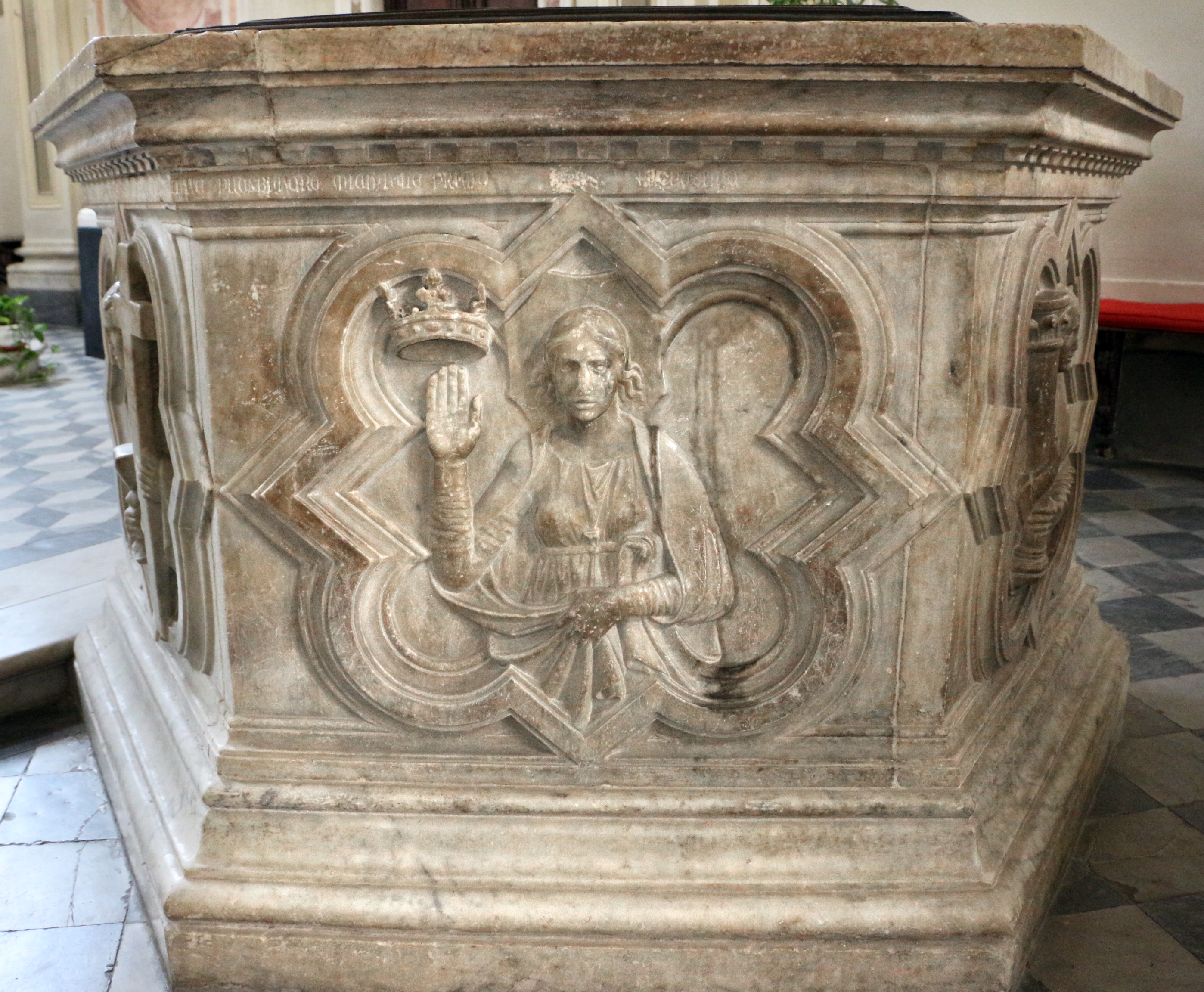
Speranza
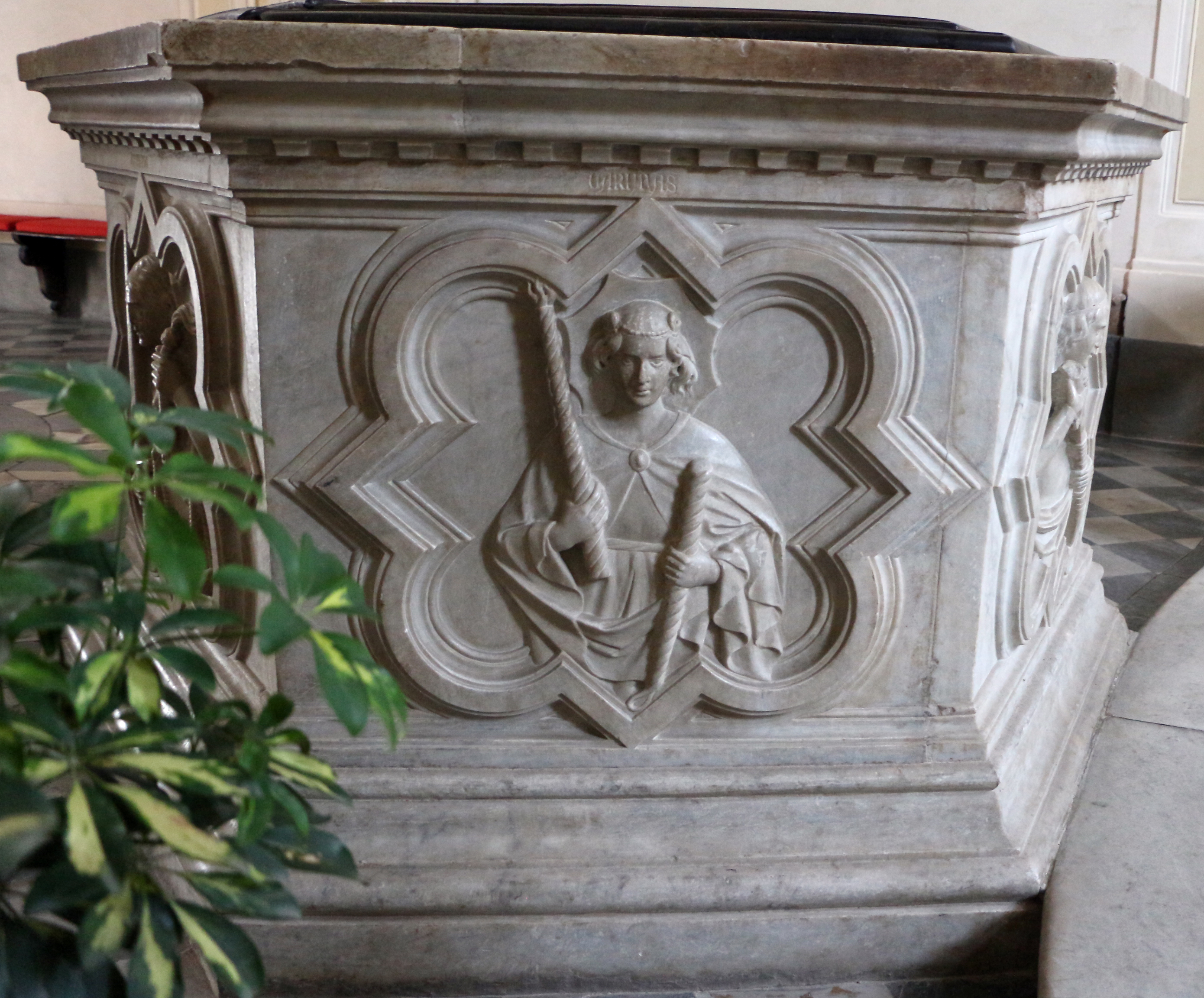
Carità
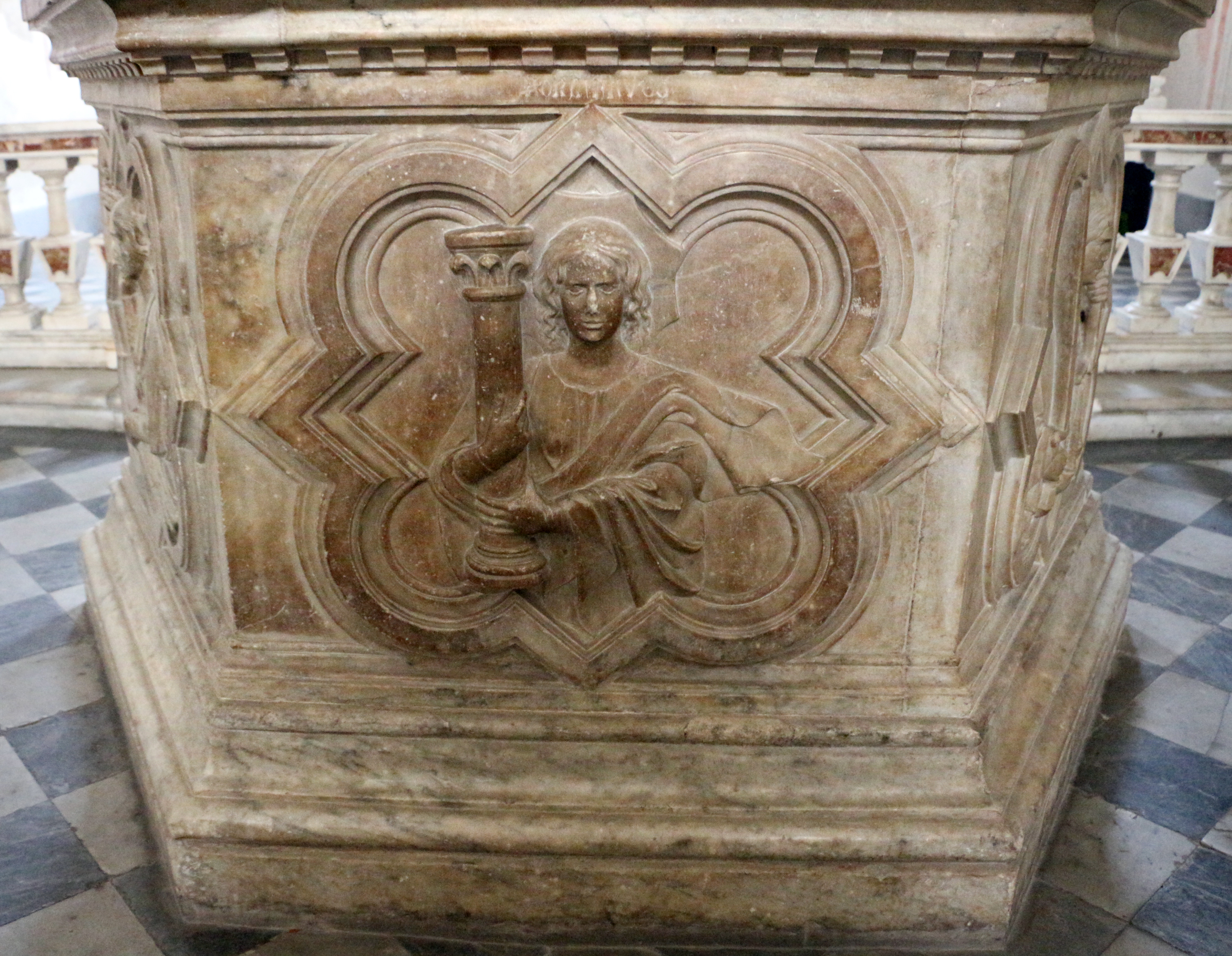
Fortezza
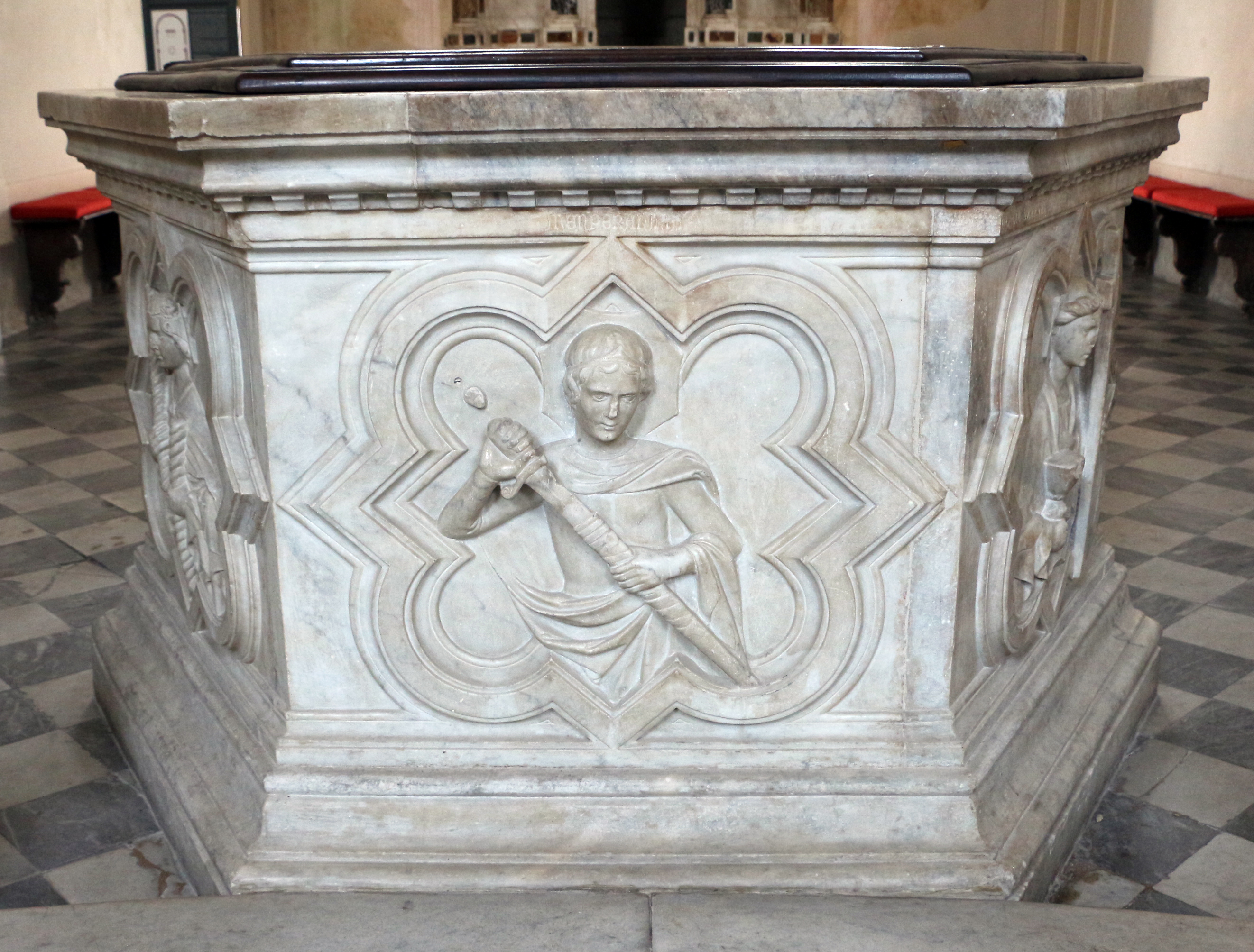
Temperanza
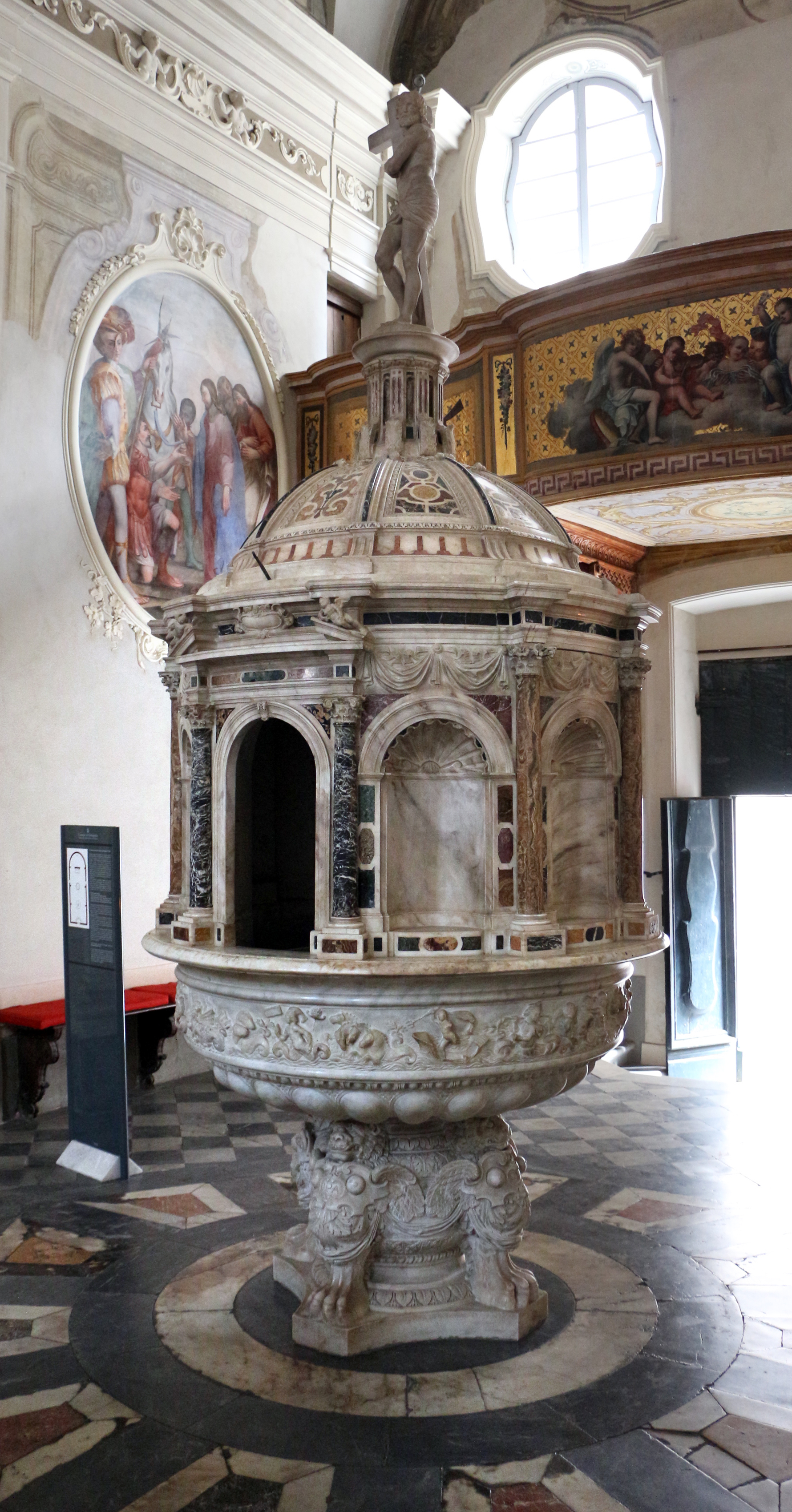
Fonte battesimale (XVI-XVII secolo)
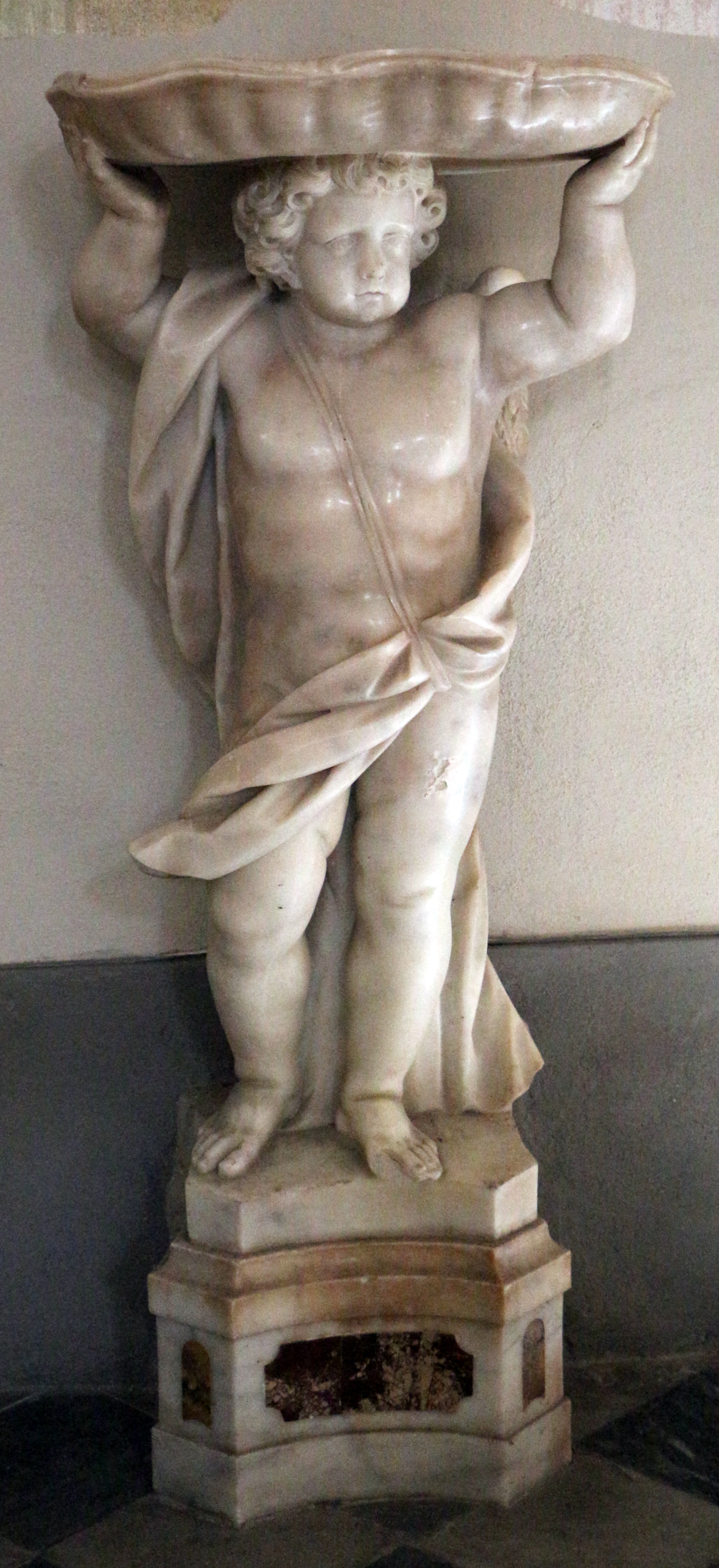
Acquasantiera (XVIII secolo)
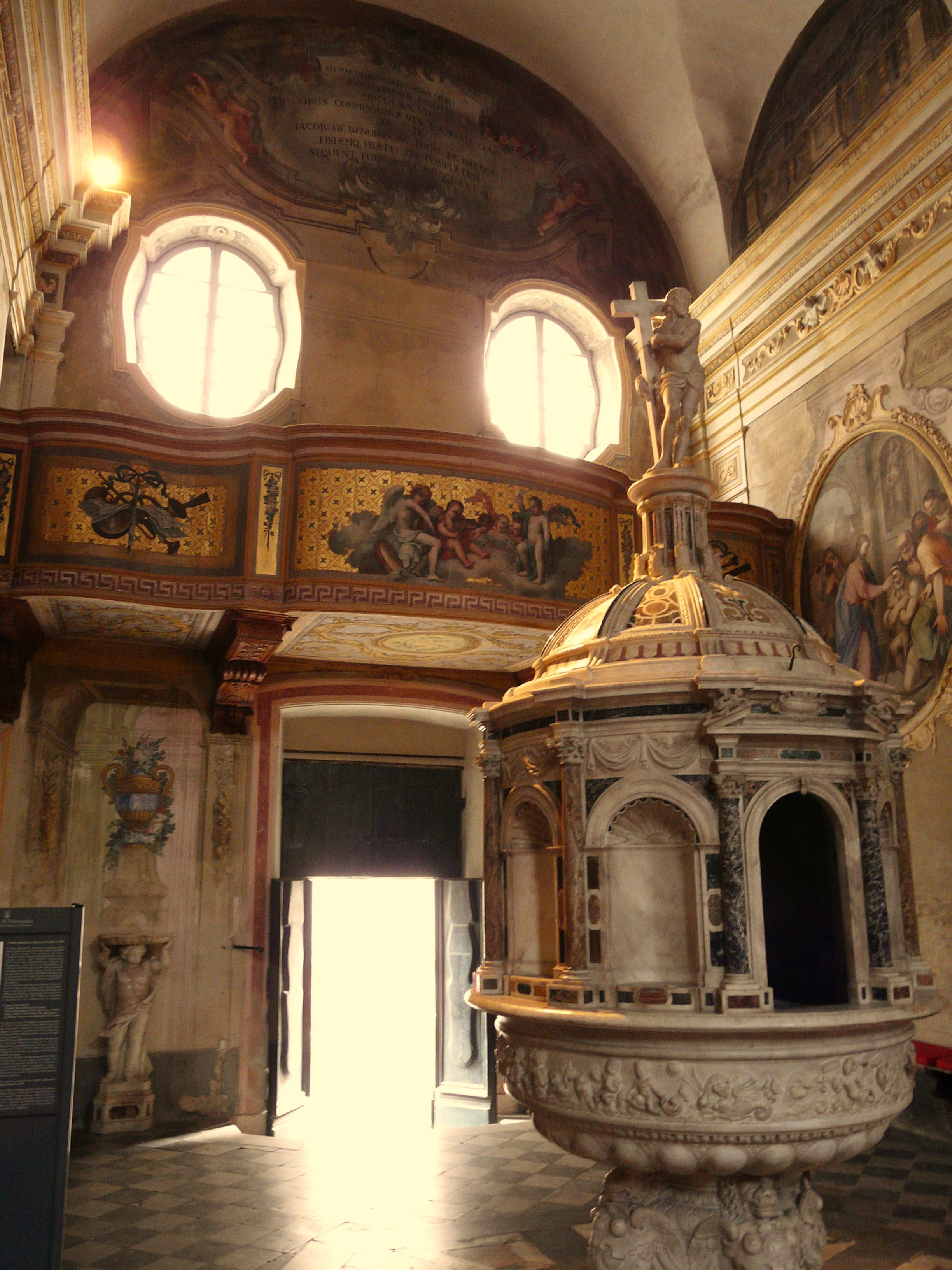
La controfacciata
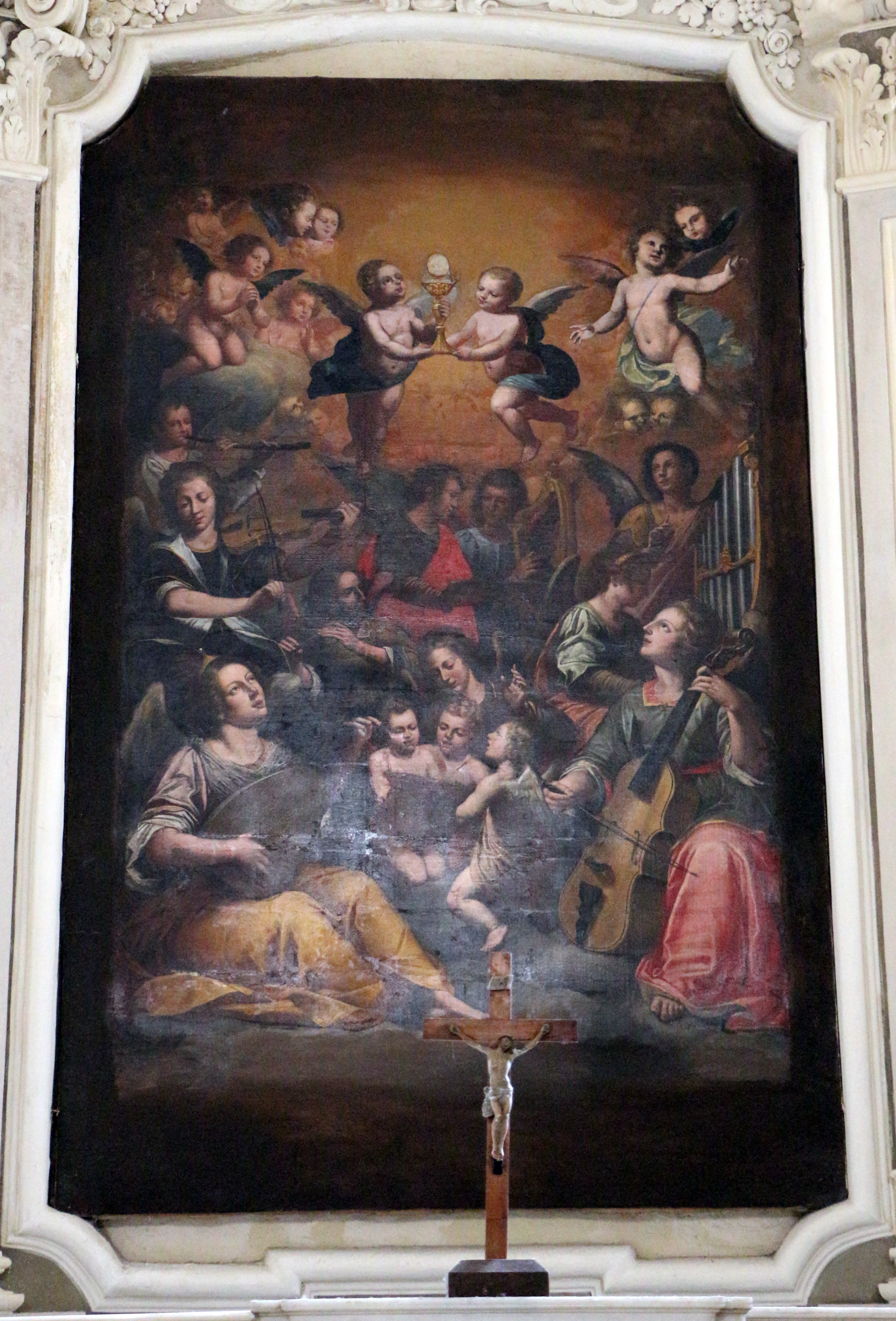
Filippo Martelli, Eucaristia e angeli adoranti, 1636
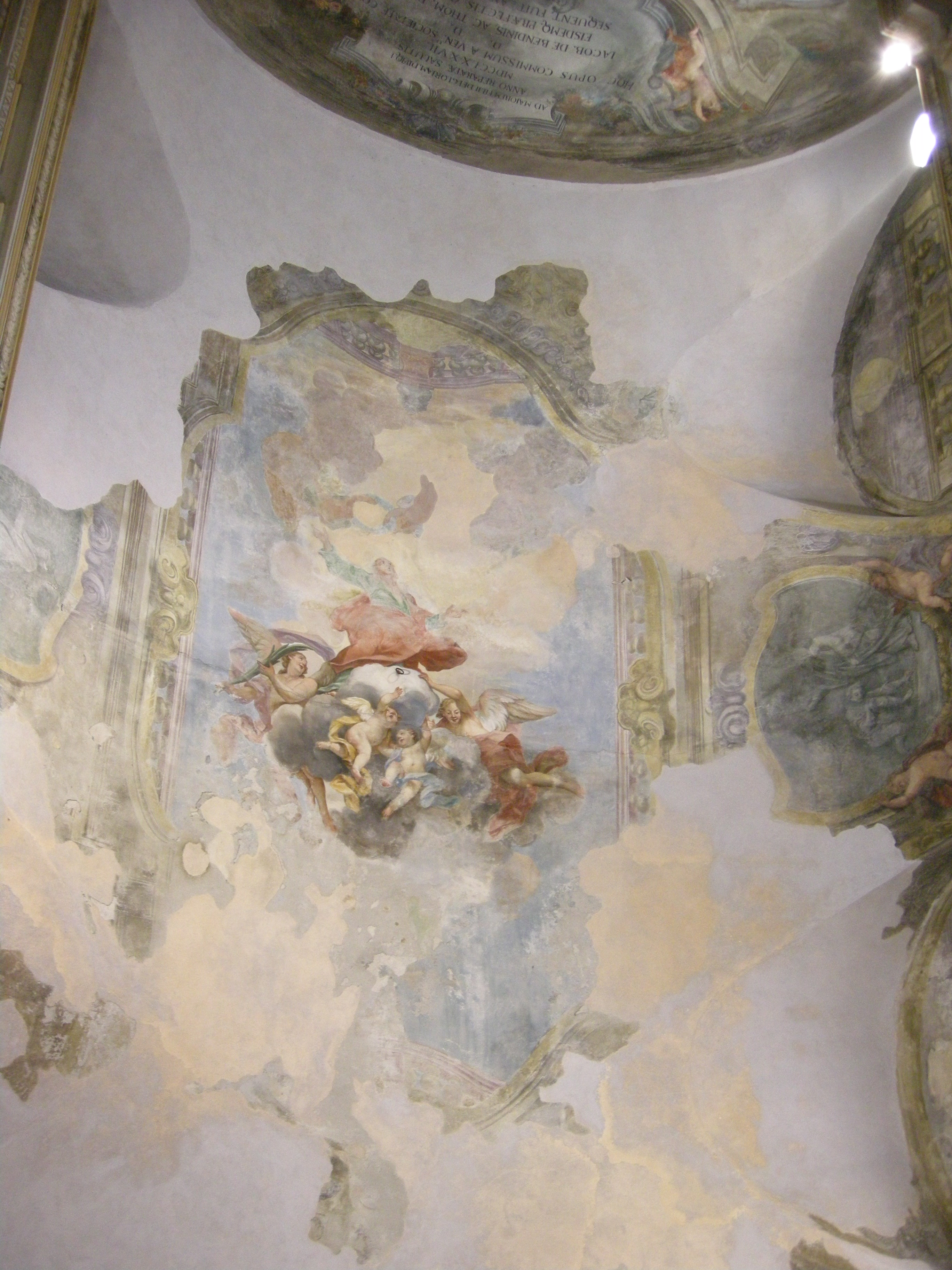
Affreschi della volta